# Gran Premi de Bèlgica del 2011
El Gran Premi de Bèlgica de Fórmula 1 de la temporada 2011 s'ha disputat al Circuit de Spa-Francorchamps, del 26 al 28 d'agost del 2011.

## Classificacions

### Resultats de la qualificació
| Pos                                   | No | Pilot              | Constructor          | Part 1   | Part 2   | Part 3   | Sortida |
| ------------------------------------- | -- | ------------------ | -------------------- | -------- | -------- | -------- | ------- |
| 1                                     | 1  | Sebastian Vettel   | Red Bull-Renault     | 2:03.029 | 2:03.317 | 1:48.298 | 1       |
| 2                                     | 3  | Lewis Hamilton     | McLaren-Mercedes     | 2:03.008 | 2:02.823 | 1:48.730 | 2       |
| 3                                     | 2  | Mark Webber        | Red Bull-Renault     | 2:02.827 | 2:03.302 | 1:49.376 | 3       |
| 4                                     | 6  | Felipe Massa       | Ferrari              | 2:05.834 | 2:04.507 | 1:50.256 | 4       |
| 5                                     | 8  | Nico Rosberg       | Mercedes             | 2:05.091 | 2:03.723 | 1:50.552 | 5       |
| 6                                     | 19 | Jaime Alguersuari  | Toro Rosso-Ferrari   | 2:05.419 | 2:04.561 | 1:50.773 | 6       |
| 7                                     | 9  | Bruno Senna        | Renault              | 2:05.047 | 2:04.452 | 1:51.121 | 7       |
| 8                                     | 5  | Fernando Alonso    | Ferrari              | 2:04.450 | 2:02.768 | 1:51.251 | 8       |
| 9                                     | 17 | Sergio Pérez       | Sauber-Ferrari       | 2:06.284 | 2:04.625 | 1:51.374 | 9       |
| 10                                    | 10 | Vitali Petrov      | Renault              | 2:05.292 | 2:03.466 | 1:52.303 | 10      |
| 11                                    | 18 | Sébastien Buemi    | Toro Rosso-Ferrari   | 2:04.744 | 2:04.692 |          | 11      |
| 12                                    | 16 | Kamui Kobayashi    | Sauber-Ferrari       | 2:07.194 | 2:04.757 |          | 12      |
| 13                                    | 4  | Jenson Button      | McLaren-Mercedes     | 2:01.813 | 2:05.150 |          | 13      |
| 14                                    | 11 | Rubens Barrichello | Williams-Cosworth    | 2:05.720 | 2:07.349 |          | 14      |
| 15                                    | 14 | Adrian Sutil       | Force India-Mercedes | 2:06.000 | 2:07.777 |          | 15      |
| 16                                    | 12 | Pastor Maldonado   | Williams-Cosworth    | 2:05.621 | 2:08.106 |          | 211     |
| 17                                    | 20 | Heikki Kovalainen  | Lotus-Renault        | 2:06.780 | 2:08.354 |          | 16      |
| 18                                    | 15 | Paul di Resta      | Force India-Mercedes | 2:07.758 |          |          | 17      |
| 19                                    | 21 | Jarno Trulli       | Lotus-Renault        | 2:08.773 |          |          | 18      |
| 20                                    | 24 | Timo Glock         | Virgin-Cosworth      | 2:09.566 |          |          | 19      |
| Temps per la regla del 107%: 2:10.339 |    |                    |                      |          |          |          |         |
| 21                                    | 25 | Jérôme d'Ambrosio  | Virgin-Cosworth      | 2:11.601 |          |          | 202     |
| 22                                    | 23 | Vitantonio Liuzzi  | HRT-Cosworth         | 2:11.616 |          |          | 222     |
| 23                                    | 22 | Daniel Ricciardo   | HRT-Cosworth         | 2:13.077 |          |          | 232     |
| 24                                    | 7  | Michael Schumacher | Mercedes             | no time  |          |          | 243     |

Notes
1. ^  – Pastor Maldonado ha estat penalitzat amb 5 llocs a la graella de sortida pel seu incident amb Lewis Hamilton al final de la segona sessió de qualificació.[1]
2. ^  – Jérôme d'Ambrosio, Daniel Riccardo i Vitantonio Liuzzi van ser admesos a la cursa tot i no haver fet uns tems acceptables degut a les condicions climatològiques adverses.[2]
3. ^  – A Michael Schumacher se li va permetre participar en la cursa tot i no marcar cap temps per haver demostrat als entrenaments lliures que podia rebaixar els temps de la regla del 107%[2]

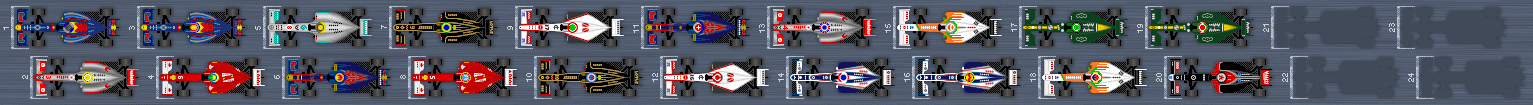
Graella després de la qualificació del GP.

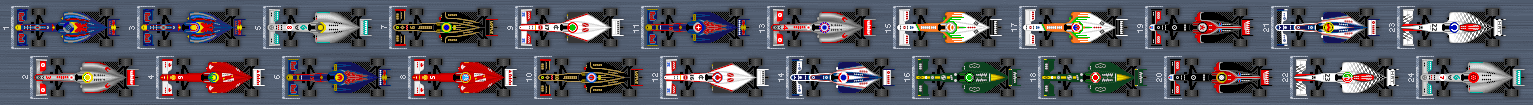
Graella de sortida del GP.

### Cursa
| Pos | No | Pilot              | Constructor          | Voltes | Temps / Retirada | Pos.Sortida | Punts |
| --- | -- | ------------------ | -------------------- | ------ | ---------------- | ----------- | ----- |
| 1   | 1  | Sebastian Vettel   | Red Bull-Renault     | 44     | 1h 26' 44. 893   | 1           | 25    |
| 2   | 2  | Mark Webber        | Red Bull-Renault     | 44     | + 3.741 s        | 3           | 18    |
| 3   | 4  | Jenson Button      | McLaren-Mercedes     | 44     | + 9.669 s        | 13          | 15    |
| 4   | 5  | Fernando Alonso    | Ferrari              | 44     | + 13.022 s       | 8           | 12    |
| 5   | 7  | Michael Schumacher | Mercedes             | 44     | + 47.464 s       | 24          | 10    |
| 6   | 8  | Nico Rosberg       | Mercedes             | 44     | + 48.674 s       | 5           | 8     |
| 7   | 14 | Adrian Sutil       | Force India-Mercedes | 44     | + 59.713 s       | 15          | 6     |
| 8   | 6  | Felipe Massa       | Ferrari              | 44     | + 1' 06.706 min. | 4           | 4     |
| 9   | 10 | Vitali Petrov      | Renault              | 44     | + 1' 11.917 min. | 10          | 2     |
| 10  | 12 | Pastor Maldonado   | Williams-Cosworth    | 44     | + 1' 17.615 min. | 21          | 1     |
| 11  | 15 | Paul di Resta      | Force India-Mercedes | 44     | + 1' 23.994 min. | 17          |       |
| 12  | 16 | Kamui Kobayashi    | Sauber-Ferrari       | 44     | + 1' 31.976 min. | 12          |       |
| 13  | 9  | Bruno Senna        | Renault              | 44     | + 1' 32.985 min. | 7           |       |
| 14  | 21 | Jarno Trulli       | Lotus-Renault        | 43     | + 1 Volta        | 18          |       |
| 15  | 20 | Heikki Kovalainen  | Lotus-Renault        | 43     | + 1 Volta        | 16          |       |
| 16  | 11 | Rubens Barrichello | Williams-Cosworth    | 43     | + 1 Volta        | 14          |       |
| 17  | 25 | Jérôme d'Ambrosio  | Virgin-Cosworth      | 43     | + 1 Volta        | 20          |       |
| 18  | 24 | Timo Glock         | Virgin-Cosworth      | 43     | + 1 Volta        | 19          |       |
| 19  | 23 | Vitantonio Liuzzi  | HRT-Cosworth         | 43     | + 1 Volta        | 22          |       |
| Ret | 17 | Sergio Pérez       | Sauber-Ferrari       | 27     | Suspensions      | 9           |       |
| Ret | 22 | Daniel Ricciardo   | HRT-Cosworth         | 13     | Vibracions       | 23          |       |
| Ret | 3  | Lewis Hamilton     | McLaren-Mercedes     | 12     | Col·lisió        | 2           |       |
| Ret | 18 | Sébastien Buemi    | Toro Rosso-Ferrari   | 6      | Col·lisió        | 11          |       |
| Ret | 19 | Jaime Alguersuari  | Toro Rosso-Ferrari   | 0      | Col·lisió        | 6           |       |

### Classificació del mundial després de la cursa
| Pos | Pilot            | Punts |
| --- | ---------------- | ----- |
| 1   | Sebastian Vettel | 259   |
| 2   | Mark Webber      | 167   |
| 3   | Fernando Alonso  | 157   |
| 4   | Jenson Button    | 149   |
| 5   | Lewis Hamilton   | 146   |

| Pos | Constructor      | Punts |
| --- | ---------------- | ----- |
| 1   | Red Bull-Renault | 426   |
| 2   | McLaren-Mercedes | 295   |
| 3   | Ferrari          | 231   |
| 4   | Mercedes         | 98    |
| 5   | Renault          | 68    |

- Nota: Només s'inclouen els 5 primers de cada classificació. Per veure-la completa aneu a Temporada 2011 de Fórmula 1

## Altres
- Pole: Sebastian Vettel 1' 48. 298

- Volta ràpida: Mark Webber 1' 49. 883 (a la volta 33)